# Gočela
Gočela är en ort i Bosnien och Hercegovina.   Den ligger i entiteten Federationen Bosnien och Hercegovina, i den sydöstra delen av landet, 50 km sydost om huvudstaden Sarajevo. Gočela ligger 549 meter över havet och antalet invånare är 105.
Terrängen runt Gočela är kuperad.Närmaste större samhälle är Goražde, 5,0 km nordost om Gočela. 
I omgivningarna runt Gočela växer i huvudsak lövfällande lövskog. Runt Gočela är det ganska tätbefolkat, med 67 invånare per kvadratkilometer.